# Liste des sélectionnés en équipe d'Algérie de rugby à XV
 (juin 2022).
- Si vous ne connaissez pas le sujet, laissez ce bandeau (vous pouvez alors contacter les auteurs).
- Si vous supprimez le contenu mis en cause (vous pouvez préalablement contacter les auteurs),

argumentez précisément cette suppression dans la page de discussion
(un manque de référence n'est pas un argument ; une recherche réelle de référence doit avoir été effectuée, être formellement documentée).
La liste des joueurs sélectionnés en équipe d'Algérie de rugby à XV comprend 98 joueurs au 28 juillet 2024. Le premier Algérien sélectionné est Sébastien Abdelkader le 6 juin 2015 contre le Kazakhstan, à l'occasion du premier match officiel de l'équipe nationale algérienne. L'ordre établi prend en compte la date de la première sélection, puis la qualité de titulaire ou remplaçant et enfin l'ordre alphabétique.

## 1 à 100

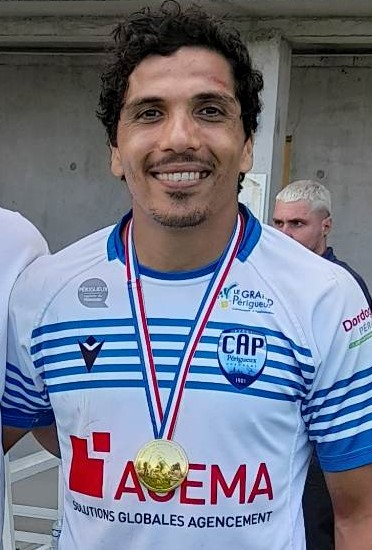
Djamel Ouchene

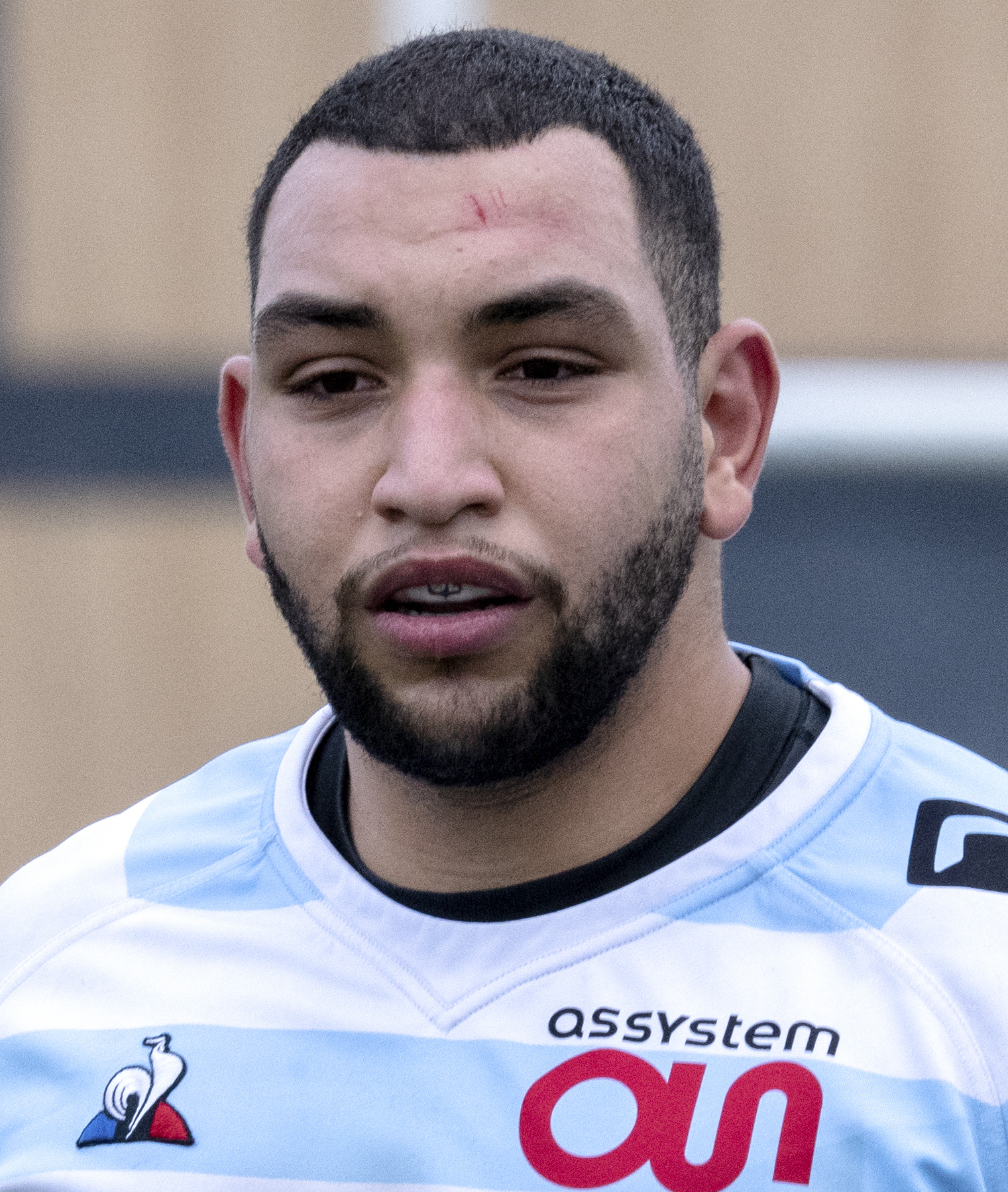
Issam Hamel

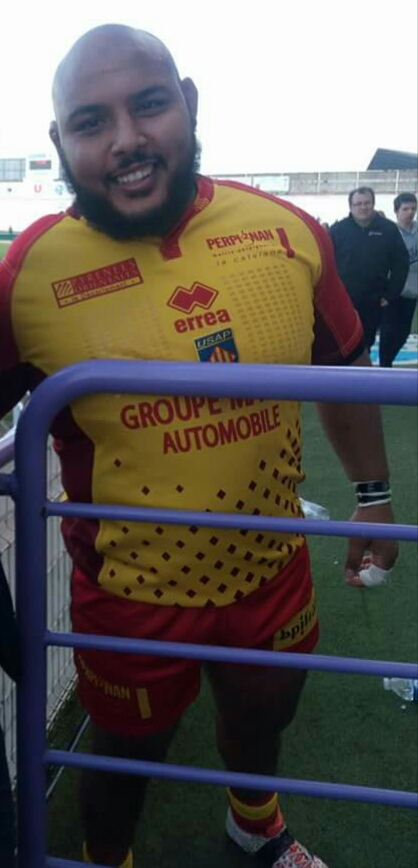
Yassin Boutemmani

| Nom                  | No | Première sélection                         | Dernière sélection                         | Matchs | Points |
| -------------------- | -- | ------------------------------------------ | ------------------------------------------ | ------ | ------ |
| Sébastien Abdelkader | 1  | le 6 juin 2015 contre le Kazakhstan        | le 10 juillet 2022 contre le Zimbabwe      | 17     | 0      |
| Bekada Belhaouari    | 2  | le 6 juin 2015 contre le Kazakhstan        | le 28 juillet 2024 contre le Zimbabwe      | 14     | 0      |
| Nasser Benamor       | 3  | le 6 juin 2015 contre le Kazakhstan        | le 14 juillet 2018 contre la Côte d'Ivoire | 11     | 5      |
| Boris Bouhraoua      | 4  | le 6 juin 2015 contre le Kazakhstan        | le 20 October 2018 contre la Zambie        | 12     | 11     |
| Lou Bouhraoua        | 5  | le 6 juin 2015 contre le Kazakhstan        | le 3 février 2024 contre la Sénégal        | 10     | 11     |
| Nadir Boukhaloua     | 6  | le 6 juin 2015 contre le Kazakhstan        | le 17 décembre 2016 contre le Maroc        | 4      | 0      |
| Sofiane Chellat      | 7  | le 6 juin 2015 contre le Kazakhstan        | le 10 juillet 2022 contre le Zimbabwe      | 9      | 0      |
| Mehdi Chouchane      | 8  | le 6 juin 2015 contre le Kazakhstan        | le 20 October 2018 contre la Zambie        | 7      | 0      |
| Yazid Chouchane      | 9  | le 6 juin 2015 contre le Kazakhstan        | le 20 October 2018 contre la Zambie        | 8      | 15     |
| Mahmoud Djenadi      | 10 | le 6 juin 2015 contre le Kazakhstan        | le 18 décembre 2015 contre la Tunisie      | 4      | 0      |
| Samir Doukbi         | 11 | le 6 juin 2015 contre le Kazakhstan        | le 23 décembre 2017 contre le Maroc        | 4      | 5      |
| Vincent Haouari      | 12 | le 6 juin 2015 contre le Kazakhstan        | le 4 novembre 2017 contre la Zambie        | 7      | 0      |
| Khaled Kahlouchi     | 13 | le 6 juin 2015 contre le Kazakhstan        | le 20 octobre 2018 contre la Zambie        | 10     | 5      |
| Samir Khamouche      | 14 | le 6 juin 2015 contre le Kazakhstan        | le 4 novembre 2017 contre la Zambie        | 7      | 0      |
| Yassine Saaoui       | 15 | le 6 juin 2015 contre le Kazakhstan        | le 4 novembre 2017 contre la Zambie        | 7      | 5      |
| Bilal Abed           | 16 | le 6 juin 2015 contre le Kazakhstan        | le 24 décembre 2016 contre la Tunisie      | 6      | 0      |
| Nordine Badji        | 17 | le 6 juin 2015 contre le Kazakhstan        | le 18 décembre 2015 contre la Tunisie      | 3      | 5      |
| Walid Bouregba       | 18 | le 6 juin 2015 contre le Kazakhstan        | le 18 décembre 2015 contre la Tunisie      | 3      | 0      |
| Mourad Frih          | 19 | le 6 juin 2015 contre le Kazakhstan        | le 20 octobre 2018 contre la Zambie        | 6      | 0      |
| Djamel Ouchene       | 20 | le 6 juin 2015 contre le Kazakhstan        | le 10 juillet 2022 contre le Zimbabwe      | 14     | 20     |
| Moussa Reghis        | 21 | le 6 juin 2015 contre le Kazakhstan        | le 24 décembre 2016 contre la Tunisie      | 5      | 0      |
| Danyl Youcef         | 22 | le 6 juin 2015 contre le Kazakhstan        | le 24 décembre 2016 contre la Tunisie      | 6      | 10     |
| Jilali Aïb           | 23 | le 10 juin 2015 contre le Kazakhstan       | le 14 juillet 2018 contre la Côte d'Ivoire | 6      | 0      |
| Saïd Tamghart        | 24 | le 10 juin 2015 contre le Kazakhstan       | le 18 décembre 2015 contre la Tunisie      | 3      | 5      |
| Azzouz Aïb           | 25 | le 10 juin 2015 contre le Kazakhstan       | le 14 juin 2015 contre la Malaisie         | 2      | 0      |
| Boumedienne Allam    | 26 | le 18 décembre 2015 contre la Tunisie      | le 18 décembre 2015 contre la Tunisie      | 1      | 0      |
| Johan Bensalla       | 27 | le 18 décembre 2015 contre la Tunisie      | le 14 juillet 2021 contre le Ghana         | 8      | 59     |
| Fayçal Bettayeb      | 28 | le 18 décembre 2015 contre la Tunisie      | le 24 décembre 2016 contre la Tunisie      | 3      | 0      |
| Karim Bougherara     | 29 | le 18 décembre 2015 contre la Tunisie      | le 17 décembre 2016 contre le Maroc        | 2      | 0      |
| Mohamed Belguidoum   | 30 | le 18 décembre 2015 contre la Tunisie      | le 19 mars 2022 contre la Côte d'Ivoire    | 11     | 10     |
| Amine Bouladjeraf    | 31 | le 18 décembre 2015 contre la Tunisie      | le 18 décembre 2015 contre la Tunisie      | 1      | 0      |
| Maxime Hanou         | 32 | le 17 décembre 2016 contre le Maroc        | le 24 décembre 2016 contre la Tunisie      | 2      | 0      |
| Maxim Meneghini      | 33 | le 17 décembre 2016 contre le Maroc        | le 18 juillet 2021 contre l'Ouganda        | 10     | 0      |
| Meddy Moussaoui      | 34 | le 17 décembre 2016 contre le Maroc        | le 3 février 2024 contre la Sénégal        | 4      | 0      |
| Reda Benlebbad       | 35 | le 24 décembre 2016 contre la Tunisie      | le 28 juillet 2024 contre le Zimbabwe      | 9      | 0      |
| Yakine Djebbari      | 36 | le 24 décembre 2016 contre la Tunisie      | le 28 juillet 2024 contre le Zimbabwe      | 14     | 15     |
| Ali Guerraoui        | 37 | le 24 décembre 2016 contre la Tunisie      | le 4 novembre 2017 contre la Zambie        | 2      | 0      |
| Jonathan Best        | 38 | le 4 novembre 2017 contre la Zambie        | le 19 mars 2022 contre la Côte d'Ivoire    | 8      | 0      |
| Rémi Cardon          | 39 | le 4 novembre 2017 contre la Zambie        | le 6 juillet 2022 contre le Kenya          | 9      | 20     |
| Abdel Mezdour        | 40 | le 4 novembre 2017 contre la Zambie        | le 20 décembre 2017 contre la Tunisie      | 2      | 0      |
| Thibault Renart      | 41 | le 4 novembre 2017 contre la Zambie        | le 8 juillet 2018 contre le Sénégal        | 2      | 0      |
| Rudy Rezkallah       | 42 | le 4 novembre 2017 contre la Zambie        | le 23 décembre 2017 contre le Maroc        | 3      | 0      |
| Yoan Saby            | 43 | le 4 novembre 2017 contre la Zambie        | le 14 juillet 2018 contre la Côte d'Ivoire | 5      | 22     |
| Béranger Saieb       | 44 | le 4 novembre 2017 contre la Zambie        | le 23 décembre 2017 contre le Maroc        | 3      | 0      |
| Issam Hamel          | 45 | le 20 décembre 2017 contre la Tunisie      | le 10 juillet 2022 contre le Zimbabwe      | 6      | 10     |
| Frédéric Medves      | 46 | le 20 décembre 2017 contre la Tunisie      | le 20 October 2018 contre la Zambie        | 5      | 0      |
| Mehdi Merabet        | 47 | le 20 décembre 2017 contre la Tunisie      | le 10 juillet 2022 contre le Zimbabwe      | 9      | 0      |
| Thomas Mamou         | 48 | le 20 décembre 2017 contre la Tunisie      | le 20 October 2018 contre la Zambie        | 5      | 0      |
| Sofian Youcef        | 49 | le 20 décembre 2017 contre la Tunisie      | le 14 juillet 2018 contre la Côte d'Ivoire | 4      | 5      |
| David Medjebeur      | 50 | le 23 décembre 2017 contre le Maroc        | le 20 October 2018 contre la Zambie        | 4      | 0      |
| Rayan Ouadah         | 51 | le 23 décembre 2017 contre le Maroc        | le 28 juillet 2024 contre le Zimbabwe      | 3      | 0      |
| Jonathan Franquine   | 52 | le 8 juillet 2018 contre le Sénégal        | le 20 October 2018 contre la Zambie        | 3      | 0      |
| Yanis Guitoune       | 53 | le 8 juillet 2018 contre le Sénégal        | le 14 juillet 2018 contre la Côte d'Ivoire | 2      | 0      |
| Enzo Kralfa          | 54 | le 8 juillet 2018 contre le Sénégal        | le 28 juillet 2024 contre le Zimbabwe      | 8      | 17     |
| Walid Batchali       | 55 | le 8 juillet 2018 contre le Sénégal        | le 10 juillet 2022 contre le Zimbabwe      | 7      | 10     |
| Lucien Maman         | 56 | le 8 juillet 2018 contre le Sénégal        | le 14 juillet 2018 contre la Côte d'Ivoire | 2      | 0      |
| Mathieu Lorée        | 57 | le 20 octobre 2018 contre la Zambie        | le 10 juillet 2022 contre le Zimbabwe      | 7      | 33     |
| Nadir Megdoud        | 58 | le 20 octobre 2018 contre la Zambie        | le 28 juillet 2024 contre le Zimbabwe      | 9      | 15     |
| Fayçal Tourek        | 59 | le 20 octobre 2018 contre la Zambie        | le 18 juillet 2021 contre l'Ouganda        | 3      | 5      |
| Benjamin Caminati    | 60 | le 14 juillet 2021 contre le Ghana         | le 10 juillet 2022 contre le Zimbabwe      | 6      | 21     |
| Sami Chahba          | 61 | le 14 juillet 2021 contre le Ghana         | le 10 juillet 2022 contre le Zimbabwe      | 6      | 10     |
| Nabil Djalout        | 62 | le 14 juillet 2021 contre le Ghana         | le 3 février 2024 contre la Sénégal        | 7      | 0      |
| Jordan Lavocat       | 63 | le 14 juillet 2021 contre le Ghana         | le 19 mars 2022 contre la Côte d'Ivoire    | 3      | 5      |
| Adam Mokhtari        | 64 | le 14 juillet 2021 contre le Ghana         | le 19 juillet 2025 contre le Kenya         | 3      | 0      |
| Enzo Zaïtri          | 65 | le 14 juillet 2021 contre le Ghana         | le 28 juillet 2024 contre le Zimbabwe      | 8      | 5      |
| Yanis Hebal          | 66 | le 14 juillet 2021 contre le Ghana         | le 14 juillet 2021 contre le Ghana         | 1      | 0      |
| Alexis Renou         | 67 | le 14 juillet 2021 contre le Ghana         | le 28 juillet 2024 contre le Zimbabwe      | 5      | 0      |
| Gauthier Saieb       | 68 | le 14 juillet 2021 contre le Ghana         | le 18 juillet 2021 contre l'Ouganda        | 2      | 0      |
| Mehdi Boundjema      | 69 | le 19 mars 2022 contre la Côte d'Ivoire    | le 3 février 2024 contre la Sénégal        | 5      | 5      |
| Yassin Boutemmani    | 70 | le 19 mars 2022 contre la Côte d'Ivoire    | le 28 juillet 2024 contre le Zimbabwe      | 6      | 0      |
| Enzo Camborde        | 71 | le 19 mars 2022 contre la Côte d'Ivoire    | le 19 mars 2022 contre la Côte d'Ivoire    | 1      | 5      |
| Julien Caminati      | 72 | le 19 mars 2022 contre la Côte d'Ivoire    | le 28 juillet 2024 contre le Zimbabwe      | 8      | 60     |
| Ugo Escuder          | 73 | le 19 mars 2022 contre la Côte d'Ivoire    | le 10 juillet 2022 contre le Zimbabwe      | 4      | 0      |
| Yassine Jarmouni     | 74 | le 19 mars 2022 contre la Côte d'Ivoire    | le 19 mars 2022 contre la Côte d'Ivoire    | 1      | 0      |
| Samir Kharbouch      | 75 | le 19 mars 2022 contre la Côte d'Ivoire    | le 28 juillet 2024 contre le Zimbabwe      | 7      | 0      |
| Marvyn Youcef        | 76 | le 19 mars 2022 contre la Côte d'Ivoire    | le 28 juillet 2024 contre le Zimbabwe      | 8      | 5      |
| Florian Khalkhal     | 77 | le 19 mars 2022 contre la Côte d'Ivoire    | le 19 mars 2022 contre la Côte d'Ivoire    | 1      | 0      |
| Zackary Khoumchane   | 78 | le 19 mars 2022 contre la Côte d'Ivoire    | le 19 mars 2022 contre la Côte d'Ivoire    | 1      | 0      |
| Thomas Lacroix       | 79 | le 19 mars 2022 contre la Côte d'Ivoire    | le 28 juillet 2024 contre le Zimbabwe      | 7      | 10     |
| Johan Aliouat        | 80 | le 2 juillet 2022 contre le Sénégal        | le 10 juillet 2022 contre le Zimbabwe      | 3      | 0      |
| Joseph Reynaud       | 81 | le 2 juillet 2022 contre le Sénégal        | le 28 juillet 2024 contre le Zimbabwe      | 6      | 5      |
| Mohamed Flitti       | 82 | le 6 juillet 2022 contre le Kenya          | le 3 février 2024 contre le Sénégal        | 3      | 0      |
| Mehdi Slamani        | 83 | le 6 juillet 2022 contre le Kenya          | le 28 juillet 2024 contre le Zimbabwe      | 5      | 0      |
| Shade Barkallah      | 84 | le 3 février 2024 contre le Sénégal        | le 3 février 2024 contre le Sénégal        | 1      | 0      |
| Ilias Bergal         | 85 | le 3 février 2024 contre le Sénégal        | le 3 février 2024 contre le Sénégal        | 1      | 0      |
| Farès Boulkenafet    | 86 | le 3 février 2024 contre le Sénégal        | le 28 juillet 2024 contre le Zimbabwe      | 4      | 0      |
| Hugo Verdu           | 87 | le 3 février 2024 contre le Sénégal        | le 3 février 2024 contre le Sénégal        | 1      | 0      |
| Adrien Vert          | 88 | le 3 février 2024 contre le Sénégal        | le 28 juillet 2024 contre le Zimbabwe      | 4      | 10     |
| Djessim Aïdi         | 89 | le 3 février 2024 contre le Sénégal        | le 24 juillet 2024 contre le Kenya         | 3      | 0      |
| Elyes Amedjkouh      | 90 | le 3 février 2024 contre le Sénégal        | le 3 février 2024 contre le Sénégal        | 1      | 0      |
| Samir Bououda        | 91 | le 3 février 2024 contre le Sénégal        | le 3 février 2024 contre le Sénégal        | 1      | 0      |
| Rayan Hassani        | 92 | le 3 février 2024 contre le Sénégal        | le 3 février 2024 contre le Sénégal        | 1      | 0      |
| Aïtham Meksoud       | 93 | le 3 février 2024 contre le Sénégal        | le 28 juillet 2024 contre le Zimbabwe      | 4      | 0      |
| Adam Moulahya        | 94 | le 3 février 2024 contre le Sénégal        | le 28 juillet 2024 contre le Zimbabwe      | 3      | 0      |
| Gabriel Belhadj      | 95 | le 20 juillet 2024 contre la Côte d'Ivoire | le 28 juillet 2024 contre le Zimbabwe      | 2      | 5      |
| Mohamed Makri        | 96 | le 20 juillet 2024 contre la Côte d'Ivoire | le 28 juillet 2024 contre le Zimbabwe      | 3      | 0      |
| Jawad Atia           | 97 | le 20 juillet 2024 contre la Côte d'Ivoire | le 28 juillet 2024 contre le Zimbabwe      | 3      | 0      |
| Dylan Barajas        | 98 | le 28 juillet 2024 contre le Zimbabwe      | le 28 juillet 2024 contre le Zimbabwe      | 1      | 0      |